# Căuşeni
Căuşeni é uma cidade do condado de mesmo nome na Moldávia. É o centro administrativo deste condado.